# Адамс (Нью-Йорк)
Адамс (англ. Adams) — місто (англ. town) в США, в окрузі Джефферсон штату Нью-Йорк. Населення — 4973 особи (2020). Назване на честь президента Джона Адамса. Засноване в 1802 році.

## Демографія
Згідно з переписом 2010 року, у місті мешкали 5143 особи в 1986 домогосподарствах у складі 1410 родин. Було 2126 помешкань
Расовий склад населення:
| - 97,2 % — білих - 0,8 % — чорних або афроамериканців - 0,4 % — азіатів - 0,2 % — корінних американців - 0,1 % — вихідців з тихоокеанських островів |

До двох чи більше рас належало 1,2 %. Частка іспаномовних становила 0,9 % від усіх жителів.
За віковим діапазоном населення розподілялося таким чином: 26,0 % — особи молодші 18 років, 61,4 % — особи у віці 18—64 років, 12,6 % — особи у віці 65 років та старші. Медіана віку мешканця становила 38,5 року. На 100 осіб жіночої статі у місті припадало 93,9 чоловіків; на 100 жінок у віці від 18 років та старших — 91,9 чоловіків також старших 18 років.
Середній дохід на одне домашнє господарство становив 64 022 долари США (медіана — 54 271), а середній дохід на одну сім'ю — 76 018 доларів (медіана — 72 596). Медіана доходів становила 50 278 доларів для чоловіків та 28 007 доларів для жінок. За межею бідності перебувало 15,3 % осіб, у тому числі 15,9 % дітей у віці до 18 років та 7,2 % осіб у віці 65 років та старших.
Цивільне працевлаштоване населення становило 2269 осіб. Основні галузі зайнятості: освіта, охорона здоров'я та соціальна допомога — 26,8 %, роздрібна торгівля — 16,8 %, мистецтво, розваги та відпочинок — 8,8 %, будівництво — 8,2 %.